# Erica Carroll
Erica Carroll é uma atriz da Columbia Britânica. Na TV, ela interpretou  Sra. Rivera na série Almost Human, Inza Nelson em Smallville e atualmente tem um papel recorrente como Hannah em Supernatural. Ela já atuou em filmes como Apollo 18 e Pressed, bem como atuou e produziu After Party.

## Carreira
Com quatro anos de idade, Carroll primeiro começou a se apresentar como uma dançarina irlandesa seguida por produções de teatro de uma escola pública. Enquanto prossegue a carreira como ator, frequentou tanto a Academia Americana de Artes Dramáticas em Los Angeles e a Escola da Alegria e Atuação, em Dublin, Irlanda. Ela tem feito incursões no cinema e televisão, e seu crédito na telinha incluem Supernatural, Battlestar Galactica, e Fringe. Seu agente é Jason AInslie.

## Outros trabalhos
Carroll é uma professora de Biz Studio. Biz Studio é uma escola de teatro para crianças e adolescentes localizada no centro de Vancouver. A missão do estúdio é preparar os alunos para as realidades de audições, proporcionando-lhes uma formação de um pequeno grupo para trabalhar no cinema e na televisão.

## Prêmios
| Ano  | Prêmio                        | Categoria                                  | Trabalho            | Resultado |
| ---- | ----------------------------- | ------------------------------------------ | ------------------- | --------- |
| 2006 | Leo Awards                    | Melhor Performance Feminina em Drama Curto | When Jesse Was Born | Indicado  |
| 2014 | Canadian Filmmakers' Festival | Melhor Elenco                              | AfterParty          | Venceu    |

## Filmografia
| Ano  | Título                        | Papel               |
| ---- | ----------------------------- | ------------------- |
| 2001 | G.O.D.                        | Ann Stanton         |
| 2002 | Follow the Leader             | Unknown             |
| 2003 | Sometimes a Hero              | Bartender           |
| 2004 | Carmilla, the Lesbian Vampire | Mary                |
| 2005 | Saving Milly                  | Alexandra Kondracke |
| 2005 | When Jesse Was Born           | Laura Ferrell       |
| 2008 | 8.5 Hours                     | Fiona               |
| 2010 | Confined                      | Careese Neys        |
| 2010 | The Boy Who Cried Werewolf    | Katrina Sands       |
| 2010 | Smoke Screen                  | Hallie              |
| 2010 | The Cult                      | Female Greeter #1   |
| 2011 | Pressed                       | Leanne              |
| 2011 | Apollo 18                     | John's Fiancée      |
| 2012 | Duke                          | Theresa             |
| 2012 | A Mother's Nightmare          | Lynn                |
| 2012 | The Wishing Tree              | Elizabeth Scott     |
| 2013 | Cinemanovels                  | Debbie              |
| 2013 | Afterparty                    | Sephora             |
| 2014 | My Gal Sunday                 | Kim                 |
| 2014 | In My Dreams                  | Karen Smith         |
| 2014 | Feed the Gods                 | Janet Oates         |
| 2014 | PLAN b                        | Margaret            |

## Séries de TV
| Ano       | Título                            | Papel                                             | Notas                                                 |
| --------- | --------------------------------- | ------------------------------------------------- | ----------------------------------------------------- |
| 2001      | Night Visions                     | Estudante                                         | Episódio: "If a Tree Falls..."                        |
| 2002      | UC: Undercover                    | Cynthia McKormack                                 | Episódio: "Manhunt"                                   |
| 2000–2002 | The Outer Limits                  | Energy Being / Nurse / Elizabeth Andrews /Claudia | 4 Episódios                                           |
| 2002      | John Doe                          | Namorada                                          | Episódio: "Pilot"                                     |
| 2005      | Killer Instinct                   | Policial                                          | Episódio: "Who's Your Daddy"                          |
| 2005      | Supernatural (série de televisão) | Enfermeira                                        | Episódio: "Faith"                                     |
| 2005      | Masters of Horror                 | Mia                                               | Episódio: "Dance of the Dead"                         |
| 2006      | Battlestar Galactica              | Civil                                             | Episódio: "Sacrifice "                                |
| 2006      | The 4400                          | Recepcionista Corporativo                         | Episódio: "Graduation Day                             |
| 2005–2006 | Reunion                           | Young Woman / Serving Woman                       | Episódios: "1997 e 1991"                              |
| 2010      | Riese                             | Mãe                                               | Episódio: "Dawn"                                      |
| 2010      | Smallville                        | Inza Nelson                                       | Episódio: "Absolute Justice"                          |
| 2010      | V                                 | Lillie                                            | Episódio: "John May"                                  |
| 2010      | The Troop                         | Cinnamon                                          | Episódio: "Do Not Talk to Dr. Cranius"                |
| 2010      | Fringe                            | Novata do FBI                                     | Episódio: "Do Shapeshifters Dream of Electric Sheep?" |
| 2012      | Citizen                           | The Liason                                        | Episódio: "Pilot"                                     |
| 2012      | R.L. Stine's The Haunting Hour    | Mamãe / Dixel, Janet                              | Episódios: "Night of the Mummy e Spores"              |
| 2012      | Alcatraz                          | Betty Hastings                                    | Episódio: "Guy Hastings"                              |
| 2013      | Rogue                             | Emily Chen                                        | Episódio: "Hawala"                                    |
| 2013      | Almost Human                      | Sra. Rivera                                       | Episódio: "Arrhythmia"                                |
| 2014      | Motive                            | Shelly Carpenter                                  | Episódio: "Raw Deal"                                  |
| 2014      | When Calls the Heart              | Dottie Ramsey                                     | 6 Episódios                                           |
| 2014      | Supernatural                      | Hannah                                            | 9 Episódios                                           |
| 2013–2014 | Spooksville                       | Laurel Hall                                       | 4 Episódios                                           |